# Маріуполь і його околиці
«Маріуполь і його околиці» (рос. «Мариуполь и его окрестности») — збірка лекцій про Маріуполь і його околиць, написана навесні 1892 року викладачами Олександрівської чоловічої гімназії. Видана того ж року коштом Давида Олександровича Хараджаєва в маріупольській типографії Франтова.
Книга є джерелом для краєзнавців, істориків, етнографів, мовознавців, літераторів, журналістів.
До сьогодні збереглись лічені примірники книги. 2—3 зберігаються в Маріупольському краєзнавчому музеї, деяка кількість — в приватних збірках. Також по одному примірнику в Москві (в фондах Російської державної бібліотеки) і Санкт-Петербурзі (в бібліотеці ім. Салтикова-Щедріна).

## Історія
Навесні 1892 року було викладачами Олександрівської чоловічої гімназії було вирішено провести екскурсії для маріупольських гімназистів. Вони стали писати тексти лекцій, які повинні були передувати кожній з екскурсій. Деякі з них: «Топографія і клімат Маріуполя», «Заснування Маріуполя і деякі дані до його історії», «Духовне і цивільне самоврядування», «Огляд навчальних закладів», «Фабрична і заводська діяльність Маріуполя», «Лікувальні заклади». Екскурсії були проведені в заплановані терміни, лекції прочитані і організатори вирішили видати їх типографським способом. Гроші на видання пожертвував купець Давид Олександрович Хараджаєв.
10 травня 1892 року була проведена остання екскурсія і цього ж року в маріупольській типографії Франтова була віддрукована книга на 500 сторінок. Сторінки були набрані, зшиті і переплетені вручну.
Крім вище названих тем на сторінках книги йде мова про історію переселення православних християн із Криму в Маріуполь, про митрополита Ігнатія, який очолив це переселення, про особливо знаменні події, до яких віднесено відвідини Маріуполя імператором Олександром І, повідомлено навіть вартість подарунків, подарованих монарху вірнопідданими маріупольцями. Детально написано про православні храми і храми інших конфесій. Не забуті були флора околиць міста, статистичні дані, місцевий театр і його засновники, побут, вдача і звичаї маріупольських греків.
Закінчується книга нотним записом мелодій грецьких пісень і словами до них, зібраними і записаними одним із викладачів.